# رشدسنجی
رشدسنجی عبارت است از مطالعهٔ رابطهٔ میان بزرگی، شِکل، کالبدشناسی، فیزیولوژی و در نهایت رفتار جانور. این مطلب نخستین بار در سال ۱۸۹۲ پیشنهاد شد پس از آن در ۱۹۱۷ از سوی دارسی تامپسون و پس از او در ۱۹۳۲ از سوی جولیان هاکسلی مطرح شد.
رشدسنجی یک مطالعه و تحلیل آماری بر روی رشد، زیست و کاربردهای عملی اندام‌های زندهٔ موجودات است و نرخ‌های متفاوت رشد را زیر نظر می‌گیرد. یک کاربرد این پژوهش در گونه‌های حشرات است مانند سوسک هرکول که یک تغییر کوچک در بزرگی کلی اندام منجر به افزایش نامتعارف در ابعاد بندهای پا، شاخک یا شاخ‌ها می‌شود. رابطه‌ای که اینجا مطرح است یک رابطهٔ توانی است که به قرار زیر است:
{\displaystyle y=kx^{a}\,\!}
یا در قالب لگاریتمی:
{\displaystyle \log y=a\log x+\log k\,\!}
در این رابطه a، توان پیمایش است. چندین گونه رشدسنجی وجود دارد.